# Siemens NX
NX, anterior cunoscut ca NX Unigraphics sau doar UG, este un pachet software avansat de CAD/CAM/CAE dezvoltat original de United Computing Inc, iar din 2007 de Siemens PLM Software.